# Leptogorgia flammea
Leptogorgia flammea är en korallart som först beskrevs av Ellis och Daniel Solander 1786.  Leptogorgia flammea ingår i släktet Leptogorgia och familjen Gorgoniidae. Inga underarter finns listade i Catalogue of Life.